# Alkonyat (regény)
Az Alkonyat (Twilight) Stephenie Meyer első regénye, az Alkonyat-sorozat első tagja. Az első részt további három rész követte: New Moon (Újhold), Eclipse (Napfogyatkozás) és Breaking Dawn (Hajnalhasadás). A könyvekben Isabella Swan történetét ismerhetjük meg.
Miután édesanyja újraházasodik, a tizenhét éves Bella Swan önszántából úgy dönt, hogy édesapjához, az esős Forks kisváros rendőrfőnökéhez költözik. Az iskolában kíváncsisággal vegyes szeretettel fogadják, egy valaki azonban kifejezetten ellenséges vele, Edward Cullen, akibe Bella időközben beleszeret. A város környékén élő indián rezervátum tagjai félelmetes meséket suttognak Edwardról és a családjáról. Bella viszont minél jobban megismeri a fiút, minél több titok merül fel vele kapcsolatban, annál jobban beleszeret. Bella egy kis nyomozás után rájön Edward legféltettebb titkára. Edward és családja vámpírok, de csak állatok vérével táplálkoznak, vegetáriánusoknak nevezik magukat. Cullenék kerülik a feltűnést, de ennek ellenére szeretnének emberek közelében tartózkodni. Azért esett választásuk az esős Forks-ra, mert a vámpírok bőre napfényben csillog, mint a gyémánt, így ha napos idő van, nem mutatkozhatnak.

## A borító
Az alma a jó és rossz tudás fájának tiltott gyümölcsét szimbolizálja, és egyben Bella és Edward tiltott szerelmét is jelképezi. A tiltott gyümölcs és a tiltott szerelem kapcsolatára a könyvet indító idézet is utal, ami a Teremtés könyvéből van:
De a jó és rossz tudás fájáról nem ehetsz: mert azon a napon, amikor annak gyümölcséből eszel, halálnak halálával halsz meg.
Az azonos című film megjelenése után új borítóval is kiadták a könyvet, melyen a két főszereplő, Robert Pattinson (Edward Cullen) és Kristen Stewart (Bella Swan) látható.

## A történet háttere
Meyer szerint a történet ötlete egy álomból fakad, melyet 2003. június 2-án látott. Az álom egy lányról szólt, akibe beleszeret egy vámpír, amellett, hogy közben mégis szomjazik a lány vérére. Az álom alapján Meyer megírta a történet egy részét, ami jelenleg a 13. fejezet a könyvben. Három hónap alatt írta meg a teljes történetet, bár azt nyilatkozta, eredetileg nem akarta kiadni a regényt, csak saját maga szórakoztatására írta. Testvérének annyira megtetszett a történet, hogy rávette Meyert, küldje el a kiadóknak. A 15 levélből, amit írt, ötre nem is válaszoltak, kilenc helyről elutasították, és csak egy pozitív visszajelzés érkezett, a Writers House-tól.

## Főszereplők

### Isabella Marie Swan
Bella egy többnyire ügyetlen, kétbalkezes, koordinációs problémákkal küzdő és jószívű lány. Miután édesanyja, Renée Swan újra férjhez ment, lelkiismeret furdalása támadt amiatt, hogy anyja ő miatta nem tud hivatásos sportoló férjével, Phil Dwyerrel utazni a versenyekre. Így elhatározta, hogy Forksba költözik, és édesapjával fog élni. Itt figyel fel és szeret bele az egyik helyi diákba, Edward Cullenbe.

### Edward Cullen
Edward egy 109 éves vámpír, aki családjával nem sokkal korábban költözött vissza az örökké esős Forksba. Családja egyedi a vámpírok között: csak és kizárólag állati véren élnek (ezért magukat vegetáriánusoknak hívják).
Mikor Bella Swan Forksba költözik édesapjához, Charliehoz, padtársak lesznek biológia órán. Kis híján azonban az az óra katasztrófába torkolt, mivel Edward új padtársának a vére a fiú számára a világ legjobb illatával bír, ami arra ösztönzi Edwardot, hogy ott helyben megtámadja. Edward azonban ellenáll a szinte lehetetlen kísértésnek, és beleszeret az ügyetlen, önzetlen, csupaszív lányba.

## Helyszínek

### Forks
Forks és környéke valóságos hely. Az írónő a Google-ön keresgélve talált rá. A könyv megírása előtt sosem járt ott. 2004 nyarán húgával Emilyvel elrepültek Port Angelesbe, majd kocsit béreltek és meg sem álltak Forksig.

### Charlie háza
Kicsi, két-hálószobás ház, melyet még Renée-vel kötött házasságakor vett meg. A földszinten kicsi, családias nappali van, kandallóval. Valamint a konyha az étkező asztallal, amelyhez három teljesen különböző szék tartozik. A konyhaszekrények virító sárgák, melyeket még Bella édesanyja festett be. Egy fürdőszobája van, az emeleten. Bella szobája a ház nyugati oldalán van, és az utcára néz. Fapadlója van, világoskék falai, ferde mennyezete (tetőtér). A függönyöket már megsárgította az idő, a hintaszékben még anyja ringatta. Apja vásárolt neki egy új ágyat, íróasztalt és számítógépet. A kocsifelhajtó kövezett. Hátul van egy kis kert, mely mögött már az erdő található.

### A Cullen ház
A ház Forkson kívül van, az erdő közepén. A pár mérföldes bevezető út jelöletlen. A ház előtt egy tisztáson öt ősi cédrusfa áll. A ház három szintes, a földszintet egy széles tornác öleli körbe, homlokzata fehérre festett. A bejárati ajtó egy hatalmas térre nyílik. A déli homlokzatot teljesen üveg borítja, ahonnan a folyóra is rálátni. Ennek köszönhetően a ház igen világos, melyet kiemel továbbá a falak színe is. A belmagasság igen nagy, a padlót fehér hajópadlóval burkolták, a falak is ugyanilyen színűre festették. A bejárai ajtótól balra emelt padlószinten egy hatalmas zongora áll. Az emelvény mögötti ajtó a konyhába vezet, amelyből az étkező nyílik. Az étkező maga nincs lezárva a ház többi részétől, csupán egy válaszfal szeparálja el a nappalitól. Ezen a falon egy hatalmas plazma tévé van, amely mellett több számítógép is található. A tévé előtt sok elemből álló ülőgarnitúra van.
A legfelső emeleten szintén egy faborítású folyosó fut végig. A tér nagy részét azonban egy könyvtár-féleség foglalja el. Edward szobája leghátul van, az utolsó ajtó nyílik oda. Délre néz, közvetlen Rosalie és Emmett szobája fölött van, de az ő szobája négyszögletű. Neki is faltól falig ablaka van. Az ő gardróbja és fürdője a szoba távolabbi felében van, közel az ajtóhoz. A szoba nyugati falát teljesen beborítják a CD-k százait tartó polcok, és ott a sarokban található még egy igen komolynak tűnő zenei stúdió-berendezés. A ház többi részével ellentétben Edward szobájában nem a fehér szín az uralkodó. Nincs ágya, csak egy hatalmas fekete bőr kanapé, egy vastag aranyszínű szőnyeg, a falakat pedig csupán egy árnyalattal sötétebb, nehéz anyagok borítják. Közelebb a lépcsőhöz található Esme és Carlisle hálószobája. Alattuk Rosalie és Emmett gardróbja, illetve Jasper dolgozója van. Nekik is saját gardróbjuk és fürdőszobájuk van, amelyek az ajtótál távolabbi oldalon helyezkednek el.

### La Push
La Push egy kicsi, beépítetlen partszakasz Clalla Countyban, Washingtonban, az Egyesült Államokban. Ez az otthona a quileute indián törzsnek. Ez a hely alkalmas szörfözésre és bálnavadászatra. A James Strand egy Óceán Parki Üdülőhely, ami egy általános látványosság La Pushban.

## Magyarul
- Twilight. Alkonyat; ford. Rakovszky Zsuzsa; Könyvmolyképző, Szeged, 2008 (Vörös pöttyös könyvek)
- Twilight. Alkonyat. Képregény, 1-2.; Stephenie Meyer alapján, rajz., átdolg. Young Kim, ford. Rakovszky Zsuzsa, átdolg. Gebula Judit; Könyvmolyképző, Szeged, 2010-2011 (Vörös pöttyös könyvek)